# Сиртика
Сиртика (дав.-гр. ἡ Συρτική, лат. Syrtica regio) — історична область в Північній Африці. Розташовувалася по узбережжю від затоки Малий Сирт (суч. Габес) до затоки Великий Сирт (суч. Сидра) не більше 400 км вглиб материка.
Зараз місце розташування Сиртики відповідає північному заходу території сучасної держави Лівія.
Період вживання топоніма для всієї області — з найдавніших часів по III століття н. е., після стала називатися Триполітанія. Хоча деяка прибережна частина зберігала цю назву набагато довше.
Ця територія складалася з земельних володій трьох основних міст-держав фінікійців Сабрата, Лептіс-Магна і Еа (Ея).
Орієнтовна площа — 300 000 км².

## Історія
- З III тис. до н. е. — мешкали стародавньолівійські племена.
- 1-а пол. I тис. до н. е. — почали селитися уздовж узбережжя фінікійські колоністи. Ними засновуються міста Сабрата, Лабдах (пізніше Лептіс-Магна) і Еа (Ея)[1]. Не виключається можливість, що деякі поселення виникли в кін. II тис. до н. е.[2]
- VI століття до н. е. — фінікійські міста-держави отримують незалежність від метрополії. Деякий час східна частина території Сиртики належить грекам киренцям.
- Сер. V ст. — кін. III ст. до н. е. — область захоплена Карфагеном. Деякий час східна частина належить птолемеєвську Єгипту.
- Кін. III в. до н. е. — відійшла до Нумідії.
- Кін. II ст. до н. е. — потрапила під владу римлян, які включили цю область в провінцію Африка.
- Історія регіону з I тис. Н. е. див. історична область Триполітанія.

## Географія
Велику частину території займали піски, родючі землі перебували тільки біля річки Кінніса і міста Лептіса. Крім Кінніси в Сиртиці протікала річка Тритон і знаходилися три озера: Лівійське, Паллас і Тритонітіс. Птолемей згадує про гори розташовані в Сіртіці: гора Гігльо (лат. Giglius), гора Тізіби (лат. Thizibi), гора Зухаббарі (лат. Zuchabbari) і гора Васалет (лат. Vasaluetum).

## Населення
Основними племенами, яки колись населяли Сиртику, були: насамони,  маки ,  лотофаги , гіндани. До корінних племен на узбережжі прибули єгипетські і фінікійські поселенці.